# 목사공 종택
목사공종택(牧使公宗宅)은 대한민국 경상북도 영덕군 축산면 칠성리에 있는 건축물이다. 1996년 7월 16일 경상북도의 문화재자료 제320호로 지정되었다.

## 개요
조선 선조 때의 무관 박홍장이 살던 집이다.
박홍장(1558∼1598)은 임진왜란 때 활약한 장수로 유성룡이 추천하여 왜란을 수습하기 위해 일본에 통신사로 파견되었다. 도요토미가 사절일행을 멸시하였으나 조금도 굴하지 않고 나라를 위해 의지를 굽히지 않았다.
이 가옥은 선조 3년(1570)에 세워 전하다가 숙종 46년(1720) 건물의 일부가 소실되었다.
앞면 4칸·옆면 2칸 규모이며, 지붕은 옆면에서 볼 때 여덟 팔(八)자 모양을 이루는 팔작지붕이다. 천장에 초가집이 까치구멍집과 비슷한 형태인 투창이 있다는 점이 특이하다.

## 참고 자료
- 목사공종택 - 국가유산청 국가유산포털